# Руда-Брад
Руда-Брад (рум. Ruda-Brad) — село у повіті Хунедоара в Румунії. Адміністративно підпорядковане місту Брад.
Село розташоване на відстані 315 км на північний захід від Бухареста, 25 км на північ від Деви, 96 км на південний захід від Клуж-Напоки, 128 км на схід від Тімішоари.

## Населення
За даними перепису населення 2002 року у селі проживали 198 осіб, з них 196 осіб (99,0%) румунів. Усі жителі села рідною мовою назвали румунську.